# Victoria Dillard
Victoria Dillard (New York, 20 september 1967) is een Amerikaanse actrice.

## Biografie
Dillard is vooral bekend van haar rol als Janelle Cooper in de televisieserie Spin City waar zij in 91 afleveringen speelde (1996-2000).
Dillard woont nu in Los Angeles waar zij in haar vrije tijd danst en toneelstukken schrijft voor het theater. Zij was lang de vriendin van de acteur Laurence Fishburne, die zij in 1992 ontmoette.

## Filmografie

### Films
- 2003 Tara – als mrs. Cameo
- 2001 Ali – als Betty Shabazz
- 2001 Commitments – als ??
- 1999 The Best Man – als Anita
- 1997 The Ditchdigger's Daughters – als Tass
- 1995 Out-of-Sync – als Monica Collins
- 1994 The Glass Shield – als Barbara Simms
- 1994 Killing Obsession – als Jean Wilson
- 1992 Deep Cover – als Betty
- 1991 Ricochet – als Alice
- 1990 Internal Affairs – als Kee
- 1988 Coming to America – als badmeisje/ danseres

### Televisieseries
Uitgezonderd eenmalige gastrollen.
- 1996 – 2000 Spin City – als Janelle Cooper – 91 afl.
- 1994 Chicago Hope – als dr. Nadine Winslow – 2 afl.